# Tomás Romero Pereira (Paraguay)
Tomás Romero Pereira è un distretto del Paraguay, nel dipartimento di Itapúa. Il suo centro urbano più importante, che funge da capoluogo del distretto, ha il nome di María Auxiliadora.

## Popolazione
Al censimento del 2002 l'intero distretto di Tomás Romero Pereira contava 27.239 abitanti. Natalio contava 19.456 abitanti. La località di María Auxiliadora, la più importante del distretto, contava invece una popolazione urbana di 5.004 abitanti.

## Storia
Il distretto fu fondato il 22 settembre 1983 ed è principalmente abitato da coloni di origine brasiliana. Il nome è un omaggio a Tomás Romero Pereira, presidente del Paraguay dopo il colpo di Stato del 4 maggio 1954 e predecessore di Alfredo Stroessner.